# Was will der Lama mit dem Gewehr?
Was will der Lama mit dem Gewehr? ist ein bhutanischer Spielfilm von Regisseur Pawo Choyning Dorji aus dem Jahr 2023. Er wurde von Bhutan als bester internationaler Spielfilm bei der 96. Oscarverleihung vorgeschlagen und war einer der 15 Filme, die für die Vorauswahl im Dezember 2023 ausgewählt wurden.

## Handlung
2006. Bhutan öffnet sich der Modernisierung und entdeckt das Internet, das Fernsehen ... und die Demokratie. Der König hat seine Abdankung angekündigt, damit das Land künftig von demokratisch gewählten Volksvertretern regiert wird. Dieses Konzept ist für das bhutanische Volk neu. Parteien gab es bisher nicht, Wahlen wurden noch nie durchgeführt. Damit die überwiegend ländliche Bevölkerung den Prozess verstehen und sich so auf die echte Wahl vorbereiten kann, organisiert die Regierung Übungswahlen. Doch im Land des Bruttonationalglücks, in dem Religion und König wichtiger sind als Politik, scheinen die Einwohner von den Demokratisierungsplänen irritiert zu sein und sind zur Teilnahme wenig motiviert. Bislang konnten erst 10 % der Bevölkerung für die Wahl registriert werden.
In einer abgelegenen Bergprovinz beschließt der dortige Lama, zum nächsten Vollmond ein Ritual durchzuführen, und beauftragt seinen Schüler, den Mönch Tashi, ihm zwei Gewehre zu besorgen. Keine einfache Aufgabe, denn weder Tashi noch die meisten seiner Mitmenschen haben je eines gesehen. Das einzige Gewehr, das sich weit und breit finden lässt, ist ein Exemplar aus dem amerikanischen Bürgerkrieg, das seit vielen Generationen halb vergessen bei einer Bauernfamilie liegt. Erst kürzlich entdeckte Bauer Ap Penjor es beim Aufräumen im Stall wieder.
Um genau dieses Gewehr zu erwerben, ist der US-amerikanische Waffensammler Ronald Coleman extra in das abgelegene bhutanische Bergdorf mit Hilfe eines einheimischen Reiseführers und Dolmetschers gereist. Nach dieser raren und für ihn äußerst wertvollen Antiquität hat er während der letzten 30 Jahre auf der ganzen Welt gesucht und ist bereit, dafür 85.000 US-Dollar zu zahlen. Der Bauer ist mit der Hälfte zufrieden. Während Ron und sein Fahrer das Geld von der Bank holen, trifft der Mönch Tashi, der mit „Meister“ angeredet wird, beim Bauern ein und berichtet vom Wunsch des Lamas. Daraufhin schenkt der Bauer es dem Mönch mit Freude als Opfergabe für den Lama. Tashi wird auf dem Rückweg im Fahrzeug einer Regierungsbeamtin mitgenommen, die mit ihrem Gefolge in der Region unterwegs ist, um die Testwahlen zu beaufsichtigen, für ihren Erfolg zu sorgen und damit das internationale Ansehen Bhutans zu sichern.
Ron, der mittlerweile polizeilich als Waffenschmuggler gesucht wird, und sein Fahrer folgen Tashi mit einer Tasche voller Geld und holen ihn schließlich ein. Sie bieten es dem Mönch an, der kann jedoch damit nichts anfangen. Da er bis zum übernächsten Tag zwei Gewehre für den Lama benötigt, wäre er bereit, das alte Gewehr gegen zwei Gewehre einzutauschen, wie er sie kürzlich in einem James-Bond-Film sah. Ron Coleman und sein bhutanischer Begleiter versuchen daraufhin, die für den Tausch benötigten Kalaschnikows innerhalb kürzester Zeit aufzutreiben. An der Grenze zu Indien erwerben sie die Gewehre von einem Schwarzmarkthändler, müssen jedoch das gesamte Geld und zusätzlich eine Kameraausrüstung als Gegenleistung dort lassen.
Parallel erzählt der Film die Geschichte einer Kleinfamilie und den Informationsveranstaltungen für die Wahlen. Für die Wahlvorbereitungen werden drei Parteien mit jeweils ihrer Farbe vorgestellt. Der Vater ist für die „rote“ Partei, die die Industrialisierung vorantreiben will, und damit im Zwist mit seiner Schwiegermutter und auch anderen Dorfbewohnern. Die Tochter wurde deshalb in der Schule gemobbt, woraufhin die Mutter mit ihr für Aussöhnung sorgen möchte. Als Wahlhelferin trifft sie die Regierungsbeamtin. Diese erfährt dadurch zum ersten Mal, dass die Wahlen nicht nur unbeliebt sind, sondern regelrecht für Unfrieden unter den Menschen sorgen.
Am Tag des Vollmonds, der auch der Tag der Übungswahl ist, treffen schließlich die Mönche, die gesamte Dorfbevölkerung und die Regierungsbeauftragten bei dem Ritual des Lamas zusammen. Es findet bei dem Stupa des Ortes statt. Der Lama hat bereits eine große Grube ausheben lassen. Er verkündet, das ein neuer Stupa errichtet werden soll und in dem Fundament alles Kriegerische und Böse begraben wird. Die Bevölkerung begrüßt dies mit lauten Gesängen. Mittlerweile sind auch Ron Coleman, sein Begleiter sowie die bhutanische Polizei eingetroffen. Ron  muss mit ansehen, wie das alte Gewehr von dem Mönch in die Grube geworfen und von den Umstehenden mit Erde beworfen wird. Die Polizei entdeckt Ron und will ihn wegen Waffenschmuggels festnehmen, doch Tashi kommt hinzu und erzählt der Polizei von den Opfergaben für den Lama. Nun muss Ron, um einer Verhaftung zu entgehen, die beiden Kalaschnikows ebenfalls in die Grube werfen. Weil die Stimmung so erregt ist, wirft auch ein Polizist seine Pistole in die Grube, die sofort mit Beton verfüllt wird.
Am Ende stellt die Regierungsbeamtin fest, dass weit über 90 % an der Testwahl teilgenommen haben. Davon haben 95 % für die „gelbe“ Partei gestimmt. Man erfährt, dass Gelb die Farbe des amtierenden Königs ist.

## Besetzung und Synchronisation
Die deutsche Synchronisation entstand nach einem Dialogbuch von Stefan Mittag und unter der Dialogregie von Sebastian Schulz im Auftrag der Lavendelfilm GmbH in Potsdam.
| Rolle            | Schauspieler       | Synchronsprecher     |
| ---------------- | ------------------ | -------------------- |
| Ron Coleman      | Harry Einhorn      |                      |
| Tashi (Mönch)    | Tandin Wangchuk    | Sebastian Schulz     |
| Tshomo           | Deki Lhamo         | Maria Koschny        |
| Tshering Yangden | Pema Zangmo Sherpa | Jill Böttcher        |
| Benji            | Tandin Sonam       | Florian Hoffmann     |
| Choephel         | Choeying Jatsho    | Tobias Müller        |
| Phurba           | Tandin Phubz       | Gerrit Hamann        |
| Lama             | Kelsang Choejay    | Rainer Gerlach       |
| Ap Penjor        | Phub Dorji         | Reinhard Scheunemann |

## Erscheinen
Der Film erschien anlässlich des 50. Telluride Film Festivals am 1. September 2023. In den deutschsprachigen Ländern war am 1. August 2024 Filmstart.

## Rezeption
Der Film wurde gut besprochen. Er erreichte bei Rotten Tomatoes einen Wert von 92 %, bei Metacritic bei 74 %.
Alex Billington von First Showing beschrieb den Film als „faszinierenden philosophischen Blick auf das Leben in Bhutan, der mit Selbstbewusstsein erzählt und absolut perfekt gefilmt wurde“, und lobte ihn als „brillanten satirischen Kommentar zu Amerikas sturen Verhaltensweisen im Gegensatz zur vernünftigeren buddhistischen Gesellschaft Bhutans“. Was will der Lama mit dem Gewehr? sei nicht nur eine angenehme und erbauliche Erfahrung, sondern auch ein Film, der einen tief beeindruckt zurücklässt. Billington fügte hinzu, dass der Film „einzigartig“ sei und „eine völlig andere Perspektive auf die buddhistische Philosophie und die Himalaya-Kultur bietet, mit der viele Menschen überhaupt nicht vertraut sind und die sie nicht ganz verstehen können“.
Der NDR nennt ihn „eine kleine Perle“ und vermerkt, der Film besteche „durch seine Geschichte, seinen Humor und durch die Bilder - die Landschaftsaufnahmen des Himalayas.“ Auch epd Film ist angetan und merkt an, Bhutan möge „keine übermäßig laute Stimme haben, es hat aber der Welt Wichtiges mitzuteilen, auf das zu hören lohnt.“

## Auszeichnungen
- Was will der Lama mit dem Gewehr? gewann den Publikumspreis des Showcase beim Internationalen Filmfestival Vancouver 2023.[7]
- Der Film wurde beim Filmfestival Rom 2023 mit dem Sonderpreis der Jury ausgezeichnet.[8]